# 日本切手
日本切手（にほんきって）は、日本で発行された切手である。

## 概要
日本において発行された切手としては、主なものに普通切手、航空切手、記念切手などのほか、特殊切手に分類される年賀切手や国立公園等をテーマとするシリーズ切手などがある。他にも現在は発行されていない電信切手などもかつて存在した。
日本で最初の切手は竜文切手である。当初は書状に切手を貼付する方法以外に書状を入れて運ぶ箱に切手を貼付する方法もあった。
各切手に記載されている国名表記は、戦前は1行1文字の縦書きで『大日本帝国郵便』であったが、1946年8月に現在の『日本郵便』となり、さらに1947年2月に、現在の左横書きに改められた。
また、アメリカ軍占領下の沖縄において琉球郵政庁によって発行された沖縄切手（琉球切手）や、日本が第二次世界大戦で南方占領地域において「大日本帝国郵便」名義などで発行した南方占領地切手などを含める場合もある。
なお、戦前に発行されていた切手のうち軍国主義的・神道的なものについては、終戦直後の1946年5月にGHQが印刷原版の破棄および今後作成される切手の原画の事前承認を指令した。この時点で靖国神社が描かれた1円切手を除き在庫の販売が認められていたが、これらも「意匠が軍国主義、神道等の象徴に関係ある郵便切手及び郵便葉書使用禁止に関する省令（昭和二十二年逓信省令第二十四号）」により1947年9月1日以降使用禁止となった。なお、このとき使用禁止になった切手を、『追放切手』という。また、菊花御紋章の表示も1947年8月発行分の切手から廃止された。

## 日本切手の種類

### 普通切手
最初の普通切手は1871年に発行された竜切手である。下記は発行された普通切手の一覧であるが、分類方法はさくら日本切手カタログによるものであり、切手収集家が主に行う分類法である。なお、年号はそのシリーズの切手が最初に発行された年であり、次のシリーズが始まっても従来の図案のものが引き続き印刷･発売が継続された例も少なくない。
- 竜切手（1871年）
- 桜切手（1872年）
- 小判切手（1876年）
- 菊切手（1899年）
- 田沢切手（1913年）
- 富士鹿切手（1922年）
- 震災切手（1923年）
- 風景切手（1926年）
- 昭和切手（1937年）
- 新昭和切手（1946年）
- 産業図案切手（1948年）
- 昭和透無切手（1951年）
- 動植物国宝切手（1950年）
- 新動植物国宝切手（1966年）
- 平成切手（1992年）

### 記念切手

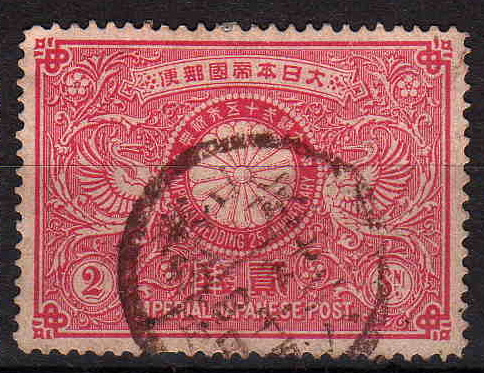
明治天皇の婚礼25周年紀念（1894年）

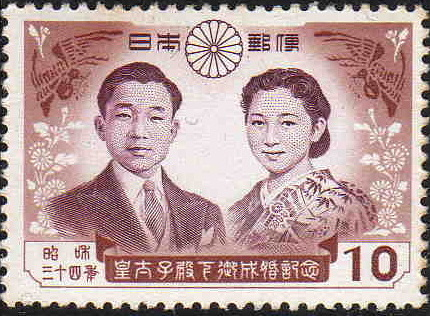
明仁上皇の皇太子時代の御成婚記念切手（1959年）

最初の記念切手は、1894年に発行された「明治銀婚紀念」が最初である。なお、「紀念」となっているのは、「記念」には「かたみ」の意味があり、これを避けたためだといわれている。そのため日本の初期の記念切手には「紀念」と書かれていたが、やがて現在のように「記念」の文字が使われるようになった。戦前発行された記念切手の特徴としては、毎年必ず発行されることはなく、国家的慶事などに限定され、数年に一度しか発行されなかった。また一回に発行される切手は1種類から4種類と多くなく、額面も国内葉書用と封書用、国外葉書用と封書用の基本料金に相当するもので、同じ額面で発行された切手はあまり多くない。
戦後になると毎年発行されるようになった。また発行枚数も1960年ごろまで多くが800万枚であったが、1970年代から1980年代までの切手収集ブームの時期には、毎回3000万枚から5000万枚発行されていた。そのため、この時期の記念切手は市場でだぶついており、金券ショップなどでは額面よりも低い金額でしか取引されていない。
2000年代に郵政省が総務省郵政事業庁、日本郵政公社、そして民営化により郵便事業会社、日本郵便と組織変更されていったが、この時期の記念切手は一回に発行される枚数こそ1500万枚前後であるが、一度に10種類のシートで発行されているため、一種類あたり150万枚の発行であり、往年の数十分の一に減少している。また10枚セットで発行される切手は余白にもデザインされる場合もあるため、一見すると小型シートのような形状をしている。

### 特殊切手

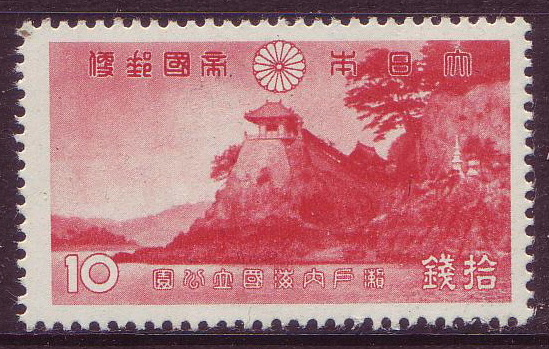
国立公園切手

日本では、年賀切手やふるさと切手のほか、「国立公園」や「国定公園」、「花」といったテーマに沿って発行されるシリーズ切手が発行されている。ただし、切手趣味週間や国際文通週間といった、毎年発行されるキャンペーン切手は「記念切手扱い」である。なお、日本で特殊切手で発行される切手には、初日カバー作成の際のサービスとして使用にされる初日印（切手発行日当日の日付印）で使用される絵入の消印が「絵入ハト印」が使用される。この消印には「ハト」のマークが必ず入ることから、このように呼ばれるが対する記念切手の場合には入らず、特印と呼ばれている。

### 航空切手

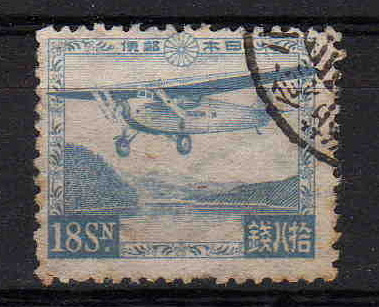
「芦ノ湖航空切手」18銭

最初の航空切手は1929年に発行された、芦ノ湖航空切手が最初である。各額面は国内および、日本統治期の朝鮮・関東州あての料金に相当していた。航空郵便制度はその後も続くが、しばらく発行は途絶えた。戦後になって、国際・国内航空郵便が再開されると、その料金納入用にキジ航空切手（1950年）および五重塔航空切手（1951年）が発行された。その後も料金改正に応じ立山航空切手（1952年）などが発行されたが、国内航空郵便の速達郵便への統合などを経て、大仏航空切手（1953年）を最後に発行は停止した。

### 寄附金付切手

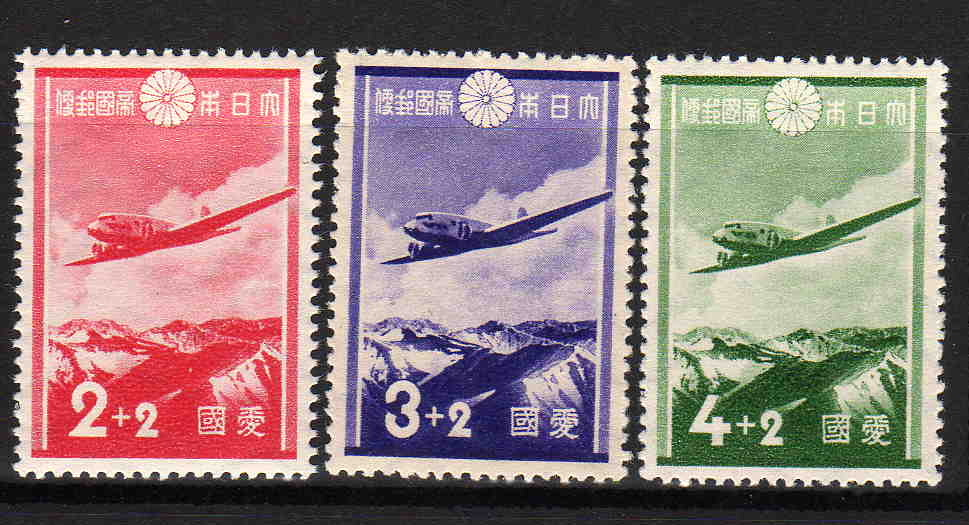
日本最初の寄付金付き切手（愛国切手・1937年）

郵便料金とは別に、特定の基金を集めるために「募金を加算した金額」で発行される寄附金付切手がある。日本では、毎年発行される「お年玉付郵便はがき」と「年賀切手」に寄附金付のものがある。
最初に日本で発行された寄附金付切手は、1937年6月1日発行の愛国切手である。この目的は国内各地に飛行場を整備する基金の募金を呼びかけるものだった。また記念切手にも寄附金付のものがあり、第二次世界大戦中には軍事費募金の一環として、1942年2月16日発行の「シンガポール陥落」記念切手と同年12月8日発行の「大東亜戦争第一周年記念」切手には寄附金が付けられていた。
戦後になると、1948年に社会事業共同募金のための寄附金付切手が発行されたのを皮切りに、1964年東京オリンピックや1972年札幌オリンピック、日本万国博覧会などの国家的事業のために発行されたほか、1973年に高松塚古墳保存基金募集のために同古墳の壁画を描く寄附金付切手が発行された。
また災害発生時の義捐金募金のために発行されたこともあり、1995年には阪神・淡路大震災の義捐金のため「切手趣味週間」切手に上乗せして発行されたほか、ふるさと切手も同様に2000年の有珠山噴火と三宅島噴火による被害に対する寄附金付き切手もある。